# Dysidea implexa
Dysidea implexa är en svampdjursart som först beskrevs av Ridley 1884.  Dysidea implexa ingår i släktet Dysidea och familjen Dysideidae. Inga underarter finns listade i Catalogue of Life.